# Canarium erythrinum
Espèce
Synonymes
- Strombus (Canarium) erythrinus (Dillwyn, 1817)[2]
- Strombus crassilabrum Anton, 1838[2]
- Strombus elegans G. B. Sowerby II, 1842[2]
- Strombus elegans Sowerby, 1842[3]
- Strombus erythrinus Dillwyn, 1817[2] [4]
- Strombus radians Duclos in Chenu, 1844[2]
- Strombus ruppelli Reeve, 1850[2]

Canarium erythrinum  est une espèce de coquillages marins de la famille des Strombidae.

## Répartition
Canarium erythrinum est présent dans les eaux tropicales de l'Indo-Pacifique, Mer Rouge incluse.

## Description
La taille de sa coquille oscille entre 2 cm et 5 cm.